# Wurstfabrik Fritz Ahrberg

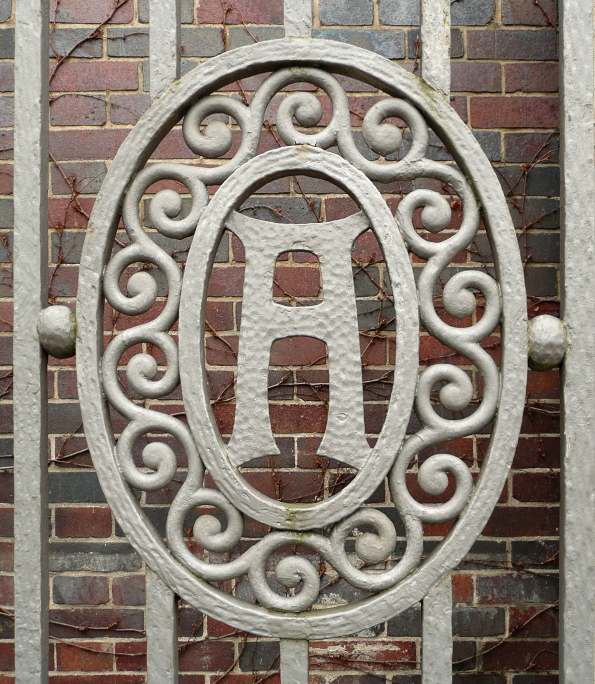
Das A als Firmensymbol für Ahrberg

Die Wurstfabrik Fritz Ahrberg war ein deutsches Unternehmen der Fleischwarenindustrie, das seinen Sitz in Hannover im Stadtteil  Linden-Süd hatte. Ähnlich wie sein Mitbewerber Johann Weishäupl gründete der Fleischer Fritz Ahrberg 1911 sein Unternehmen, das bis 1992 bestand. Ab 1998 wurde das frühere Werksgelände in den Wohn- und Gewerbebereich Ahrbergviertel umgewandelt.

## Geschichte
Der gelernte Fleischer Fritz Ahrberg eröffnete 1896 einen Fleischerladen in Linden. Das Geschäft entwickelte sich unter anderem wegen der Nachfrage durch die Arbeiter der nahe gelegenen Hanomag-Fabrik so gut, dass Ahrberg expandieren konnte. 1911 erwarb er das Gelände des heutigen Ahrbergviertels und ließ darauf ein viergeschossiges Fabrikgebäude errichten. Er selbst bezog die bereits vorhandene Villa am Gelände. Sie hatte in den 1860er Jahren Bethel Henry Strousberg als Direktor der gegenüber liegenden Maschinenfabrik Georg Egestorff (spätere Hanomag) erbauen lassen.
Die Wurstfabrik verarbeitete jährlich bis zu 120.000 vom hannoverschen Schlachthof angelieferte Schweinehälften. Daraus wurden Fleisch-, Leberwurst sowie andere Wurstsorten hergestellt. Der Betrieb galt als musterhaft wegen seiner hohen Hygienestandards, unter anderem waren die Kühl- und Verarbeitungsräume gekachelt. Eine Betriebserweiterung erfolgte in den 1930er Jahren, bei der Gebäude einer benachbarten Bettfedernfabrik übernommen wurden. Markant ist das 1918 aus roten Backsteinen erbaute Kesselhaus der Wurstfabrik, das heute nicht mehr direkt zum Ahrbergviertel gehört. Früher wurde in ihm die Energie für die Wurstverarbeitung erzeugt, außerdem diente es als Rauchkammer zum Räuchern der Wurst. Das Kesselhaus verfügt noch über den in Klinker eingelassenen Schriftzug Wurstfabrik Fritz Ahrberg sowie den unteren Teil des einst 58 m hohen Schornsteins.
Von den Folgen des Zweiten Weltkrieges, in dem ein Teil der Fabrikgebäude bei den Luftangriffen auf Hannover zerstört wurde, erholte sich die Firma Ahrberg schnell. Durch den gestiegenen Fleisch- und Wurstverbrauch in der Nachkriegszeit erlebte das Unternehmen einen enormen Aufschwung. Es erhöhte die Anzahl der Filialen, die sich nun auch in anderen Städten Niedersachsens befanden. Die hochwertigen Fleisch- und Wurstwaren verkauften sich aufgrund ihrer Qualität im gesamten Bundesgebiet und auch im Ausland gut. Spezialitäten waren Bouillonwurst und Thüringer Mett sowie Wurstsorten nach Art des Calenberger Landes. Auf dem Höhepunkt der Firmengeschichte waren über 1.200 Mitarbeiter im Unternehmen tätig.
Nach hohen Verlusten, die vom Unternehmen mit dem verringerten Fleischkonsum der Bevölkerung erklärt wurden, geriet die Firma 1991 in wirtschaftliche Schieflage. 1992 veräußerten die Ahrberg-Erben das Familienunternehmen an ein Wurstunternehmen aus Saarbrücken. Ahrberg war das letzte industriell geführte Fleischwaren-Filialunternehmen in Hannover. 2001 übernahm die Schlachterei Gramann aus Pattensen die Namensrechte und verkauft seither unter dem Namen Ahrberg weltweit ihre Produkte.

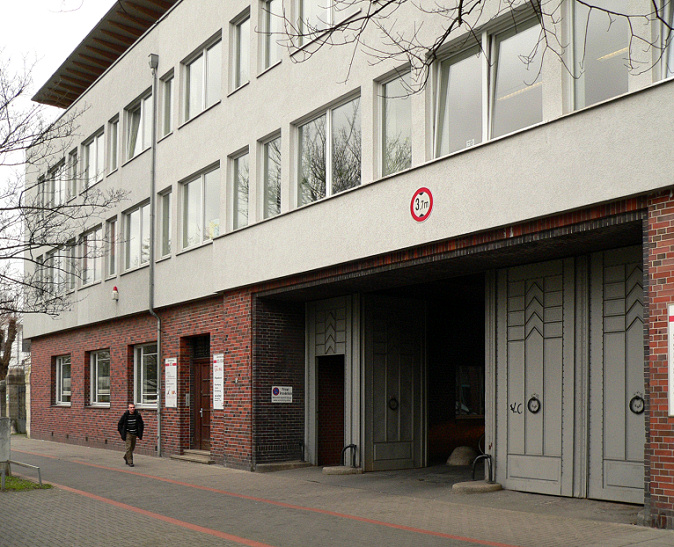
Eingangstor zur ehemaligen Wurstfabrik Fritz Ahrberg, dem heutigen Ahrbergviertel
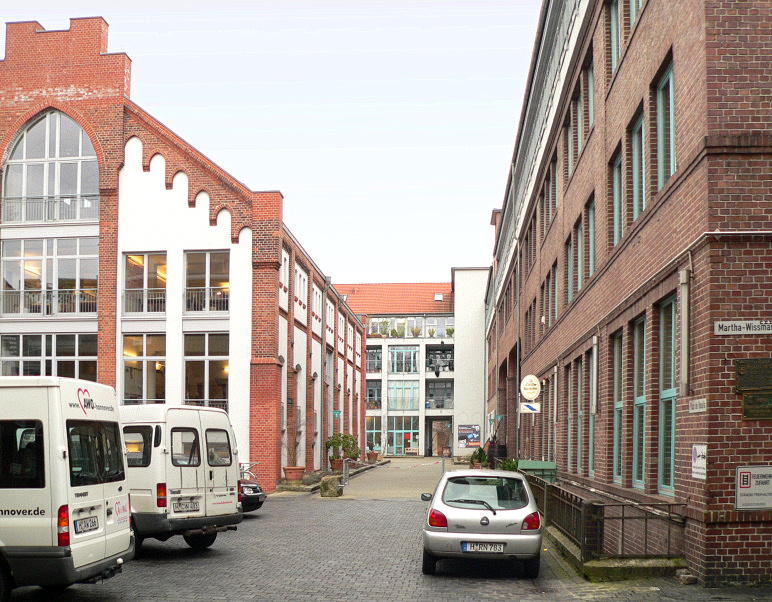
Blick in das Ahrberg-Viertel
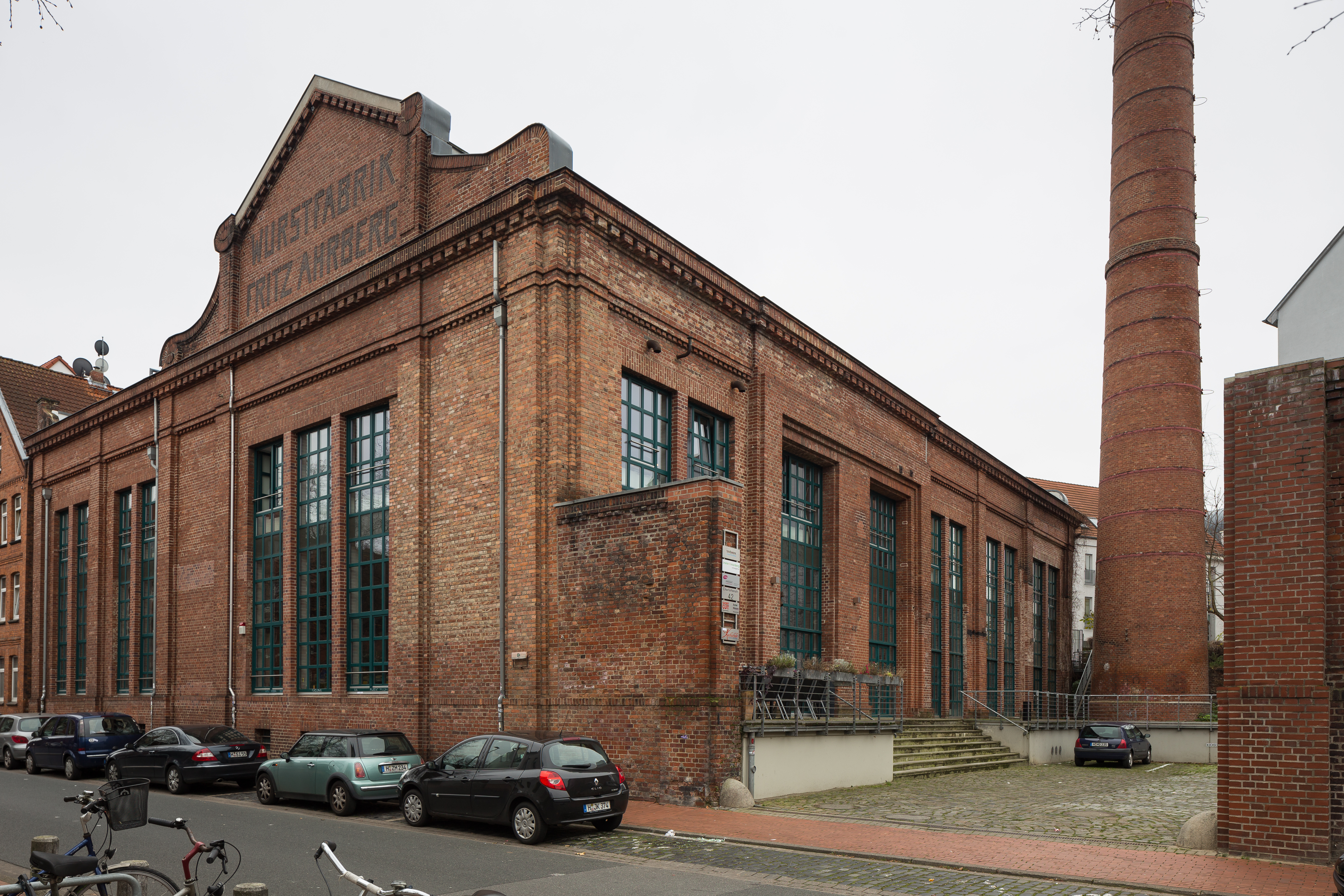
Das 1918 erbaute Kesselhaus mit dem Schornstein
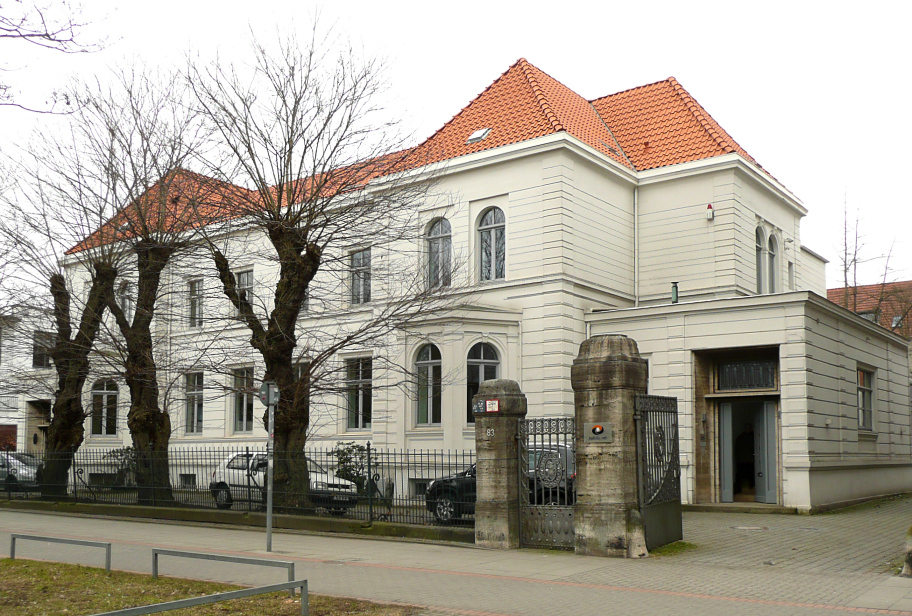
Die Ahrbergvilla am früheren Werksgelände